# Gard Sveen
Gard Sveen, född 8 mars 1969 i Hamar, är en norsk författare och statstjänsteman.
Sveen tog examen i statsvetenskap och samhällsekonomi vid Oslo universitet 1999 och har sedan dess varit anställt vid flera departement. Som författare debuterade han 2013 med Den siste pilegrimen som bygger på ouppklarade händelser under andra världskriget. För debutromanen mottog han Rivertonpriset och Glasnyckeln 2014 samt Palle Rosenkrantz-priset 2015.

## Utgivet på svenska
- Sveen, Gard; Olaisen Per (2016). Den siste pilgrimen. Stockholm: Lind & Co. Libris 18513376. ISBN 978-91-7461-484-8